# Парламентарни избори в Турция (2023)
Парламентарните избори в Турция през 2023 г. са насрочени да се проведат на 14 май 2023 г., заедно с президентските избори. Гласоподавателите от 87 избирателни района изберат 600 членове на Великото национално събрание на Турция за петгодишен мандат, образувайки 28-ия парламент на страната.

## Партии
Към 13 януари 2022 г. броят на партиите, които са изпълнили изискванията за допускане да участват в предстоящите парламентарни избори е 24, като този списък не е окончателен, тъй като не отговаря на условията. За да могат политическите партии да получат (национален) достъп до бюлетини, те трябва да отговарят на условията за отговарят на изискванията, определени от Закон №. 298 относно „Основни разпоредби относно изборите и избирателните списъци“.
Зелената партия, която е основана през септември 2020 г., не е допусната до изборите от Министерството на вътрешните работи въпреки съдебното решение срещу министерството. Към 2022 г. учредяването на Партията на хуманността и свободата чака четири години в Конституционния съд след приключване на съдебния процес.
На 11 март 2023 г. Върховният избирателен съвет потвърждава, че 36 партии имат право да участват в изборите.

### Кандидатски листи
| #   | # | Алианс                         | Партия               | Партия                                 | Председател(и)                     |
| #   | # | Алианс                         | Абревиатура          | Име                                    | Председател(и)                     |
| --- | - | ------------------------------ | -------------------- | -------------------------------------- | ---------------------------------- |
| 1   | – | –                              | Millet               | Национална партия                      | Джума Наджар                       |
| 2   | – | –                              | HAK-PAR              | Партия за права и свободи              | Дюзгюн Каплан                      |
| 3   | 1 | Съюз на социалистическите сили | TKP                  | Комунистическа партия на Турция        | Кемал Окуян                        |
| 3   | 2 | Съюз на социалистическите сили | TKH                  | Комунистическо движение на Турция      | Айсел Текерек                      |
| 3   | 3 | Съюз на социалистическите сили | Sol Parti            | Лява партия                            | Йондер Ишлейен                     |
| 4   | – | –                              | GENÇPARTİ            | Млада партия                           | Хакан Узан                         |
| 5   | – | –                              | Memleket             | Родина                                 | Мухарем Индже                      |
| 6   | 1 | Народен алианс                 | Büyük Birlik         | Партия на великото единство            | Мустафа Дестинджи                  |
| 6   | 2 | Народен алианс                 | AK Parti             | Партия на справедливостта и развитието | Реджеп Таип Ердоган                |
| 6   | 3 | Народен алианс                 | Yeniden Refah        | Нова партия на благоденствието         | Фатих Ербакан                      |
| 6   | 4 | Народен алианс                 | MHP                  | Партия на националистическото действие | Девлет Бахчели                     |
| 7   | 1 | Алианс на труда и свободата    | Yeşil Sol Parti      | Зелена лява партия                     | Ибрахим Акън, Чигдем Кълъчгюн Учар |
| 7   | 2 | Алианс на труда и свободата    | TİP                  | Работническа партия на Турция          | Еркан Баш                          |
| 8   | – | –                              | AB Parti             | Партия на справедливото единство       | Ирфан Узун                         |
| 9   | – | –                              | ANAP                 | Партия на родината                     | Ибрахим Челеби                     |
| 10  | – | –                              | YP                   | Партия на иновациите                   | Йозтюрк Йълмаз                     |
| 11  | – | –                              | HKP                  | Народноосвободителна партия            | Нурулах Ефе                        |
| 12  | – | –                              | Milli Yol            | Национален път                         | Ремзи Чайър                        |
| 13  | – | –                              | Vatan Partisi        | Патриотична партия                     | Догу Перинчек                      |
| 14  | – | –                              | GBP                  | Съюз на силите                         | Али Капнар                         |
| 15  | 1 | Национален алианс              | CHP                  | Републиканска народна партия           | Кемал Кълъчдаролу                  |
| 15  | 2 | Национален алианс              | İYİ Parti            | Партия на доброто                      | Мерал Акшенер                      |
| 16  | 1 | Алианс на предците             | AP                   | Партия на справедливостта              | Веждет Йоз                         |
| 16  | 2 | Алианс на предците             | ZP                   | Партия на победата                     | Юмит Йоздаг                        |
| 17+ | – | –                              | Независими кандидати | Независими кандидати                   | Независими кандидати               |

## Социологически проучвания
- Социологически проучвания след парламентарните избори през 2018 г., отразяващи подкрепата за политическите партии.